# Smith & Wesson Модель 15
Smith & Wesson K-38 Combat Masterpiece, револьвер Модель 15 шестизарядний револьвер подвійної дії, з регульованим відкритим прицілом, створений на середній рамці "K". Він розроблений під набій .38 Special та має ствол довжиною 4-дюйми (100 мм), хоча протягом виробництва пропонувалися стволи різної довжини. Спочатку револьвер був відомий як "K-38 Combat Masterpiece", в 1957 році його перейменували на Модель 15 коли револьвери Smith & Wesson отримали числові позначення моделей. Револьвер є версією револьвера Smith & Wesson Модель 14 Target Masterpiece з коротшим стволом та регульованим прицілом від револьвера Smith & Wesson Модель 10 ("Military and Police").  Виробництво Моделі 15 тривало з 1949 по 1999.  Випуск було припинено протягом наступних десяти років до 2011, коли було представлено версію, яка входила до лінії класичних револьверів S&W.

## Історія
Револьвер Smith & Wesson K-38 Combat Masterpiece, Модель 15 розроблений на основі класичної рамки K 1899 (середня рамка) Military and Police .38 S&W Special. Револьвер мав подвійну дію і барабан на шість набоїв. Протягом 20-го століття револьвер M&P випускався в різних варіантах, крім того S&W виокремив кілька варіантів у післявоєнні роки. Одним з них став K-38 Target Masterpiece, виробництво якого було розпочато в 1947 році.  Револьвер Target Masterpiece мав кілька нових та/або особливих функцій, в тому числі шестидюймовий ствол з вузьким гребнем щоб підняти рівень прицілу, мушку Patridge, регульований приціл, короткий курок S&W .375”, регульований УСМ та покращене руків'я. Завдяки точності револьвера Target Masterpiece, чисельні департаменти поліції та ФБР почали замовляти такі револьвери зі стволом довжиною чотири дюйми та мушкою Baughman Quick Draw. Результатом цього стала поява револьвера K-38 Combat Masterpiece. Основна відмінність між револьверами K-38 Target Masterpiece та K-38 Combat Masterpiece полягає у довжині стволу та мушці.
В 1957 році K-38 Combat Masterpiece отримав назву Модель 15 коли всі револьвери Smith & Wesson отримали числові позначення. (Револьвери Military & Police та Target Masterpiece відповідно отримали назви Модель 10 Та Модель 14) Номер моделі штампували на рамці за вилкою барабану, тому його можна побачити (лише) коли барабан відкинуто.  За минулі роки був проведений ряд виробничих і технічних змін, деякі з яких зазначені через тире, після номера моделі. (15-1, -2, -3).
Протягом років Модель 15 випускали зі стволами різної довжини, загальними були стволи довжиною 4 дюйми (стандарт) та 2 дюйми (1964–1988). В 1972 році S&W представили версію з неіржавної сталі під назвою Модель 67. В 1997 році було модифіковано курок та внутрішній замок з суцільного блоку курок-бойок / внутрішній курковий блок на плаваючий бойок / литий плаский курок та залишили курковий блок, який, на відміну від захисного блоку, рухався догори при натисканні спускового гачка. Курок вдаряє по передаваючий пластині, передаючи удар на ударник, у той час як блок в курковому блоці рухається вниз при натисканні спускового гачка, звільняючи курок від бійка, що дозволяє курку завдати удару по ударнику. Ці дві системи працюють протилежно, але досягають однакової мети, що дозволяє зброї стріляти при натисканні спускового гачка.
Модель 15 була популярною зброєю серед правоохоронних організацій і була службовою зброєю департаменту поліції ВПС США з 1962 по 1992 рік, до переходу на пістолет Beretta M9.
Випуск револьвера Модель 15 було припинено в 1999, коли Smith & Wesson було придбано та реорганізовано, хоча було випущено лімітовану партію моделі "Heritage Series" в 2001 та 2002 роках.  В 2011 Smith & Wesson було представлено нову Модель 15 (15-10) в лінійці Класичних револьверів, з оновленим стволом в кожусі та вмонтованим замком курка (розташований над барабаном, під великим пальцем на лівому боці).

## Специфікація
- Калібр:  .38 S&W Special
- Барабан:  6
- Ствол:  4” (стандартна конфігурація)
- Загальна довжина:  9 1/8” з 4 дюймовим стволом
- Вага спорядженого:  34 oz. з 4 дюймовим стволом
- Приціли:  Мушка – 1/8” Baughman Quick Draw на рівній пластині.  Приціл: S&W Micrometer Click Sight, регульований по вітру і висоті.
- Рамка: квадратний торець з рифленими хвостовиками
- Руків'я:  горіхове з монограмою S&W
- Обробка: воронена вуглецева сталь S&W з піскоструминною обробкою та зубцями навколо зони прицілювання, для зменшення відбиття світла
- Спусковий гачок:  гравірування S&W з регульованим стопором спускового гачка
- Боєприпаси:  .38 S&W Special, .38 S&W Special Mid Range, .38 + p[3]

## Варіанти
Розвиток револьвера K-38 Combat Masterpiece (Модель 15) зі змінами:
- 1949, K-38 Combat Masterpiece перша версія
- 1955, Прибрано верхній гвинт бічної пластини
- 15,   1957 K-38 Combat Masterpiece почали випускати як Модель 15; штампування номера моделі
- 15-1, 1959 Заміна стрижня екстрактора.
- 15-2, 1961 Прибрано гвинт запобіжної скоби, заміна стопора барабана
- 15-2, 1964 Модель з важким 2-дюймовим стволом
- 15-3, 1967 Переміщення гвинта прицілу
- 15-3, 1968 Прибрано діамантове руків'я
- 15-4, 1977 Заміна газового кільця з вилки на барабан; прибрано закріплений ствол
- 15-5, 1982
- 15-5, 1986 Версії зі стволами 6” та 8-3/8” дюйми
- 15-6, 1988 Нові вилка барабана, радіусний стрижень/носовий штифт курка
- 15-6, 1988 Знято з виробництва версії зі стволами 8-3/8” та 2” дюйми
- 15-6, 1992 Знято з виробництва версію з  стволом 6 дюймів, лише воронування
- 15-7, 1994 Версія з синтетичним руків'ям, свердлена рамка, заміна цілика, заміна екстрактору
- 15-7, 1995 Прибрано квадратний торець
- 15-7, 1996 Поставки в синій пластиковій коробці
- 15-7, 1997 лише 4 дюймовий ствол; заміна на литий спусковий важіль; поставлявся з основним блокування спускового гачка; заміна на литий курок
- 15-8, 1997 Зміна конструкції рамки: прибрано стопор барабана; прибрано зубчасті хвостовики; заміна курка на литий курок з плаваючим ударником та заміна внутрішнього замка
- 15-8, 1999 Припинення випуску Моделі 15 в листопаді
- 15-8, 2001 Обмежена серія Lew Horton Heritage від S&W Performance Center.
- 15-9, 2002 Обмежена серія Lew Horton Heritage модель McGivern від S&W Performance Center.  3 моделі на честь рекорда швидкості Еда МакГіверна в 1934. Всі моделі мали мушку Patridge з золотою бусиною, рамка з круглим торцем та картатим руків'ям Altamount Fancy того часу, 6 дюймовий ствол, пластинка на честь Еда МакГіверна кріпилася на правій частині рамки, коробка серія Спадщина.
- 15-10, 2011 Нова версія для лінійки Класичних револьверів, перероблений ствол в кожусі, внутрішній замок спускового гачка

## Використання в поліції та армії
Вперше під назвою "K-38 Combat Masterpiece", цей револьвер було представлено в 1956 році  для Стратегічного командування ВПС елітної гвардії ВПС США. З 1960 по 1969 ВПС закупили у великій кількості револьвери Моделей 15-1, 15-2 та 15-3 зі стволами 4 дюйми. Ці моделі відрізняло маркування на лівій частині зброї "U.S.A.F". Вони мали воронене покриття, хоча деякі мали паркеризоване покриття. Модель 15 була стандартною службовою зброєю сил безпеки ВПС США з 1962 по 1992 роки. Він був виданий особовим складам безпеки в інших підрозділах збройних сил США, включаючи війська морської безпеки.
ВПС замовили два типи боєприпасів .38 Special для Моделі 15, спочатку це був набій M41 .38 Special Ball (суцільнометалева оболонка), пізніше це став високошвидкісний набій .38 Special, Ball, PGU-12/B. Набій M41 мав низький тиск 884 атм, вага кулі становила 158-гран, але споряджався суцільнометалевою кулею вагою 130-гран. Набій PGU-12/B, замовляли лише ВПС США. Він мав збільшений максимальний тиск в 1360 атм, що було достатньо для розгону 130-гранової суцільнометалевої кулі до швидкості 343 м/с  в 6-дюймовому тестовому стволі та до швидкості 290-300 м/с в  4-дюймовому стволі.
Револьвери S&W Модель 15 почали заміняти на пістолет Beretta M9 під набій 9×19 мм з 1985, з повною заміною до 1990-го.
Окрім військових, Модель 15 використовували в багатьох поліцейських підрозділах в США, а також в різних федеральних правоохоронних агентствах. В 1972 S&W почали випускати версію револьвера з неіржавної сталі, який отримав назву Модель 67.

## Оператори
Револьвери Модель 15 підрозділу поліції Лос-Анджелесу (та револьвери Моделі 36 на 5 набоїв, з 2-дюймовим стволом Smith & Wesson для детективів, агентів під прикриттям та офіцерів в цивільному) були модифіковані лише для подвійної дії. Це зробили зброярі департаменту, які обрубили виріз бойового зводу від курка. Потім офіцерів почали тренувати для стрільби в бойовому стилі без зведення зброї.
Департамент поліції Оверленд-Парка використовував револьвер до переходу на самозарядні пістолети Beretta 92.